# Анти-Гемеджа-2 тема
Те́ма анти-Ге́меджа-2 — тема в шаховій композиції. Анти-форма теми Гемеджа-2. Суть теми — після вступного ходу білих створюється загроза мату по певній лінії з прямим розв'язуванням тематичної чорної фігури. В захисті від загрози чорна зв'язана фігура рухається по лінії зв'язки і включається на стратегічну лінію і загроза не проходить, і виникають інші мати.

## Історія
Ця ідея походить від базової форми теми Гемеджа-2.
Анти-форма теми — це зміна базових тактичних моментів, характерних для основної теми, на протилежні тактичні моменти. Отже, в базовій формі теми є виключення тематичної фігури зі стратегічної лінії, в анти-формі навпаки — включення, в базовій формі теми тематичні мати проходять у варіантах, в анти-формі — тематичний мат є в загрозі.
Ідея дістала назву тема анти-Гемеджа-2.

## Синтез з іншими темами
Для вираження теми є механізми в яких використовується і включення чорної тематичної фігури іншою, і рух по лінії зв'язки тематичної фігури. В результаті в задачі, буде виражено теми анти-Гемеджа-2 і анти-Гемеджа-1.
|   | a | b | c | d | e | f | g | h |   |
| 8 | c8 білий король · d8 біла тура · f8 білий кінь · g8 чорний слон · f7 чорний король · d6 білий пішак · b5 чорний пішак · e5 білий слон · g5 чорний пішак · a4 чорний пішак · b4 білий пішак · d4 білий пішак · e4 чорний пішак · c3 чорний слон · f3 чорний ферзь · a2 білий пішак · f2 білий ферзь · c1 біла тура · d1 білий слон | c8 білий король · d8 біла тура · f8 білий кінь · g8 чорний слон · f7 чорний король · d6 білий пішак · b5 чорний пішак · e5 білий слон · g5 чорний пішак · a4 чорний пішак · b4 білий пішак · d4 білий пішак · e4 чорний пішак · c3 чорний слон · f3 чорний ферзь · a2 білий пішак · f2 білий ферзь · c1 біла тура · d1 білий слон | c8 білий король · d8 біла тура · f8 білий кінь · g8 чорний слон · f7 чорний король · d6 білий пішак · b5 чорний пішак · e5 білий слон · g5 чорний пішак · a4 чорний пішак · b4 білий пішак · d4 білий пішак · e4 чорний пішак · c3 чорний слон · f3 чорний ферзь · a2 білий пішак · f2 білий ферзь · c1 біла тура · d1 білий слон | c8 білий король · d8 біла тура · f8 білий кінь · g8 чорний слон · f7 чорний король · d6 білий пішак · b5 чорний пішак · e5 білий слон · g5 чорний пішак · a4 чорний пішак · b4 білий пішак · d4 білий пішак · e4 чорний пішак · c3 чорний слон · f3 чорний ферзь · a2 білий пішак · f2 білий ферзь · c1 біла тура · d1 білий слон | c8 білий король · d8 біла тура · f8 білий кінь · g8 чорний слон · f7 чорний король · d6 білий пішак · b5 чорний пішак · e5 білий слон · g5 чорний пішак · a4 чорний пішак · b4 білий пішак · d4 білий пішак · e4 чорний пішак · c3 чорний слон · f3 чорний ферзь · a2 білий пішак · f2 білий ферзь · c1 біла тура · d1 білий слон | c8 білий король · d8 біла тура · f8 білий кінь · g8 чорний слон · f7 чорний король · d6 білий пішак · b5 чорний пішак · e5 білий слон · g5 чорний пішак · a4 чорний пішак · b4 білий пішак · d4 білий пішак · e4 чорний пішак · c3 чорний слон · f3 чорний ферзь · a2 білий пішак · f2 білий ферзь · c1 біла тура · d1 білий слон | c8 білий король · d8 біла тура · f8 білий кінь · g8 чорний слон · f7 чорний король · d6 білий пішак · b5 чорний пішак · e5 білий слон · g5 чорний пішак · a4 чорний пішак · b4 білий пішак · d4 білий пішак · e4 чорний пішак · c3 чорний слон · f3 чорний ферзь · a2 білий пішак · f2 білий ферзь · c1 біла тура · d1 білий слон | c8 білий король · d8 біла тура · f8 білий кінь · g8 чорний слон · f7 чорний король · d6 білий пішак · b5 чорний пішак · e5 білий слон · g5 чорний пішак · a4 чорний пішак · b4 білий пішак · d4 білий пішак · e4 чорний пішак · c3 чорний слон · f3 чорний ферзь · a2 білий пішак · f2 білий ферзь · c1 біла тура · d1 білий слон | 8 |
| 7 | c8 білий король · d8 біла тура · f8 білий кінь · g8 чорний слон · f7 чорний король · d6 білий пішак · b5 чорний пішак · e5 білий слон · g5 чорний пішак · a4 чорний пішак · b4 білий пішак · d4 білий пішак · e4 чорний пішак · c3 чорний слон · f3 чорний ферзь · a2 білий пішак · f2 білий ферзь · c1 біла тура · d1 білий слон | c8 білий король · d8 біла тура · f8 білий кінь · g8 чорний слон · f7 чорний король · d6 білий пішак · b5 чорний пішак · e5 білий слон · g5 чорний пішак · a4 чорний пішак · b4 білий пішак · d4 білий пішак · e4 чорний пішак · c3 чорний слон · f3 чорний ферзь · a2 білий пішак · f2 білий ферзь · c1 біла тура · d1 білий слон | c8 білий король · d8 біла тура · f8 білий кінь · g8 чорний слон · f7 чорний король · d6 білий пішак · b5 чорний пішак · e5 білий слон · g5 чорний пішак · a4 чорний пішак · b4 білий пішак · d4 білий пішак · e4 чорний пішак · c3 чорний слон · f3 чорний ферзь · a2 білий пішак · f2 білий ферзь · c1 біла тура · d1 білий слон | c8 білий король · d8 біла тура · f8 білий кінь · g8 чорний слон · f7 чорний король · d6 білий пішак · b5 чорний пішак · e5 білий слон · g5 чорний пішак · a4 чорний пішак · b4 білий пішак · d4 білий пішак · e4 чорний пішак · c3 чорний слон · f3 чорний ферзь · a2 білий пішак · f2 білий ферзь · c1 біла тура · d1 білий слон | c8 білий король · d8 біла тура · f8 білий кінь · g8 чорний слон · f7 чорний король · d6 білий пішак · b5 чорний пішак · e5 білий слон · g5 чорний пішак · a4 чорний пішак · b4 білий пішак · d4 білий пішак · e4 чорний пішак · c3 чорний слон · f3 чорний ферзь · a2 білий пішак · f2 білий ферзь · c1 біла тура · d1 білий слон | c8 білий король · d8 біла тура · f8 білий кінь · g8 чорний слон · f7 чорний король · d6 білий пішак · b5 чорний пішак · e5 білий слон · g5 чорний пішак · a4 чорний пішак · b4 білий пішак · d4 білий пішак · e4 чорний пішак · c3 чорний слон · f3 чорний ферзь · a2 білий пішак · f2 білий ферзь · c1 біла тура · d1 білий слон | c8 білий король · d8 біла тура · f8 білий кінь · g8 чорний слон · f7 чорний король · d6 білий пішак · b5 чорний пішак · e5 білий слон · g5 чорний пішак · a4 чорний пішак · b4 білий пішак · d4 білий пішак · e4 чорний пішак · c3 чорний слон · f3 чорний ферзь · a2 білий пішак · f2 білий ферзь · c1 біла тура · d1 білий слон | c8 білий король · d8 біла тура · f8 білий кінь · g8 чорний слон · f7 чорний король · d6 білий пішак · b5 чорний пішак · e5 білий слон · g5 чорний пішак · a4 чорний пішак · b4 білий пішак · d4 білий пішак · e4 чорний пішак · c3 чорний слон · f3 чорний ферзь · a2 білий пішак · f2 білий ферзь · c1 біла тура · d1 білий слон | 7 |
| 6 | c8 білий король · d8 біла тура · f8 білий кінь · g8 чорний слон · f7 чорний король · d6 білий пішак · b5 чорний пішак · e5 білий слон · g5 чорний пішак · a4 чорний пішак · b4 білий пішак · d4 білий пішак · e4 чорний пішак · c3 чорний слон · f3 чорний ферзь · a2 білий пішак · f2 білий ферзь · c1 біла тура · d1 білий слон | c8 білий король · d8 біла тура · f8 білий кінь · g8 чорний слон · f7 чорний король · d6 білий пішак · b5 чорний пішак · e5 білий слон · g5 чорний пішак · a4 чорний пішак · b4 білий пішак · d4 білий пішак · e4 чорний пішак · c3 чорний слон · f3 чорний ферзь · a2 білий пішак · f2 білий ферзь · c1 біла тура · d1 білий слон | c8 білий король · d8 біла тура · f8 білий кінь · g8 чорний слон · f7 чорний король · d6 білий пішак · b5 чорний пішак · e5 білий слон · g5 чорний пішак · a4 чорний пішак · b4 білий пішак · d4 білий пішак · e4 чорний пішак · c3 чорний слон · f3 чорний ферзь · a2 білий пішак · f2 білий ферзь · c1 біла тура · d1 білий слон | c8 білий король · d8 біла тура · f8 білий кінь · g8 чорний слон · f7 чорний король · d6 білий пішак · b5 чорний пішак · e5 білий слон · g5 чорний пішак · a4 чорний пішак · b4 білий пішак · d4 білий пішак · e4 чорний пішак · c3 чорний слон · f3 чорний ферзь · a2 білий пішак · f2 білий ферзь · c1 біла тура · d1 білий слон | c8 білий король · d8 біла тура · f8 білий кінь · g8 чорний слон · f7 чорний король · d6 білий пішак · b5 чорний пішак · e5 білий слон · g5 чорний пішак · a4 чорний пішак · b4 білий пішак · d4 білий пішак · e4 чорний пішак · c3 чорний слон · f3 чорний ферзь · a2 білий пішак · f2 білий ферзь · c1 біла тура · d1 білий слон | c8 білий король · d8 біла тура · f8 білий кінь · g8 чорний слон · f7 чорний король · d6 білий пішак · b5 чорний пішак · e5 білий слон · g5 чорний пішак · a4 чорний пішак · b4 білий пішак · d4 білий пішак · e4 чорний пішак · c3 чорний слон · f3 чорний ферзь · a2 білий пішак · f2 білий ферзь · c1 біла тура · d1 білий слон | c8 білий король · d8 біла тура · f8 білий кінь · g8 чорний слон · f7 чорний король · d6 білий пішак · b5 чорний пішак · e5 білий слон · g5 чорний пішак · a4 чорний пішак · b4 білий пішак · d4 білий пішак · e4 чорний пішак · c3 чорний слон · f3 чорний ферзь · a2 білий пішак · f2 білий ферзь · c1 біла тура · d1 білий слон | c8 білий король · d8 біла тура · f8 білий кінь · g8 чорний слон · f7 чорний король · d6 білий пішак · b5 чорний пішак · e5 білий слон · g5 чорний пішак · a4 чорний пішак · b4 білий пішак · d4 білий пішак · e4 чорний пішак · c3 чорний слон · f3 чорний ферзь · a2 білий пішак · f2 білий ферзь · c1 біла тура · d1 білий слон | 6 |
| 5 | c8 білий король · d8 біла тура · f8 білий кінь · g8 чорний слон · f7 чорний король · d6 білий пішак · b5 чорний пішак · e5 білий слон · g5 чорний пішак · a4 чорний пішак · b4 білий пішак · d4 білий пішак · e4 чорний пішак · c3 чорний слон · f3 чорний ферзь · a2 білий пішак · f2 білий ферзь · c1 біла тура · d1 білий слон | c8 білий король · d8 біла тура · f8 білий кінь · g8 чорний слон · f7 чорний король · d6 білий пішак · b5 чорний пішак · e5 білий слон · g5 чорний пішак · a4 чорний пішак · b4 білий пішак · d4 білий пішак · e4 чорний пішак · c3 чорний слон · f3 чорний ферзь · a2 білий пішак · f2 білий ферзь · c1 біла тура · d1 білий слон | c8 білий король · d8 біла тура · f8 білий кінь · g8 чорний слон · f7 чорний король · d6 білий пішак · b5 чорний пішак · e5 білий слон · g5 чорний пішак · a4 чорний пішак · b4 білий пішак · d4 білий пішак · e4 чорний пішак · c3 чорний слон · f3 чорний ферзь · a2 білий пішак · f2 білий ферзь · c1 біла тура · d1 білий слон | c8 білий король · d8 біла тура · f8 білий кінь · g8 чорний слон · f7 чорний король · d6 білий пішак · b5 чорний пішак · e5 білий слон · g5 чорний пішак · a4 чорний пішак · b4 білий пішак · d4 білий пішак · e4 чорний пішак · c3 чорний слон · f3 чорний ферзь · a2 білий пішак · f2 білий ферзь · c1 біла тура · d1 білий слон | c8 білий король · d8 біла тура · f8 білий кінь · g8 чорний слон · f7 чорний король · d6 білий пішак · b5 чорний пішак · e5 білий слон · g5 чорний пішак · a4 чорний пішак · b4 білий пішак · d4 білий пішак · e4 чорний пішак · c3 чорний слон · f3 чорний ферзь · a2 білий пішак · f2 білий ферзь · c1 біла тура · d1 білий слон | c8 білий король · d8 біла тура · f8 білий кінь · g8 чорний слон · f7 чорний король · d6 білий пішак · b5 чорний пішак · e5 білий слон · g5 чорний пішак · a4 чорний пішак · b4 білий пішак · d4 білий пішак · e4 чорний пішак · c3 чорний слон · f3 чорний ферзь · a2 білий пішак · f2 білий ферзь · c1 біла тура · d1 білий слон | c8 білий король · d8 біла тура · f8 білий кінь · g8 чорний слон · f7 чорний король · d6 білий пішак · b5 чорний пішак · e5 білий слон · g5 чорний пішак · a4 чорний пішак · b4 білий пішак · d4 білий пішак · e4 чорний пішак · c3 чорний слон · f3 чорний ферзь · a2 білий пішак · f2 білий ферзь · c1 біла тура · d1 білий слон | c8 білий король · d8 біла тура · f8 білий кінь · g8 чорний слон · f7 чорний король · d6 білий пішак · b5 чорний пішак · e5 білий слон · g5 чорний пішак · a4 чорний пішак · b4 білий пішак · d4 білий пішак · e4 чорний пішак · c3 чорний слон · f3 чорний ферзь · a2 білий пішак · f2 білий ферзь · c1 біла тура · d1 білий слон | 5 |
| 4 | c8 білий король · d8 біла тура · f8 білий кінь · g8 чорний слон · f7 чорний король · d6 білий пішак · b5 чорний пішак · e5 білий слон · g5 чорний пішак · a4 чорний пішак · b4 білий пішак · d4 білий пішак · e4 чорний пішак · c3 чорний слон · f3 чорний ферзь · a2 білий пішак · f2 білий ферзь · c1 біла тура · d1 білий слон | c8 білий король · d8 біла тура · f8 білий кінь · g8 чорний слон · f7 чорний король · d6 білий пішак · b5 чорний пішак · e5 білий слон · g5 чорний пішак · a4 чорний пішак · b4 білий пішак · d4 білий пішак · e4 чорний пішак · c3 чорний слон · f3 чорний ферзь · a2 білий пішак · f2 білий ферзь · c1 біла тура · d1 білий слон | c8 білий король · d8 біла тура · f8 білий кінь · g8 чорний слон · f7 чорний король · d6 білий пішак · b5 чорний пішак · e5 білий слон · g5 чорний пішак · a4 чорний пішак · b4 білий пішак · d4 білий пішак · e4 чорний пішак · c3 чорний слон · f3 чорний ферзь · a2 білий пішак · f2 білий ферзь · c1 біла тура · d1 білий слон | c8 білий король · d8 біла тура · f8 білий кінь · g8 чорний слон · f7 чорний король · d6 білий пішак · b5 чорний пішак · e5 білий слон · g5 чорний пішак · a4 чорний пішак · b4 білий пішак · d4 білий пішак · e4 чорний пішак · c3 чорний слон · f3 чорний ферзь · a2 білий пішак · f2 білий ферзь · c1 біла тура · d1 білий слон | c8 білий король · d8 біла тура · f8 білий кінь · g8 чорний слон · f7 чорний король · d6 білий пішак · b5 чорний пішак · e5 білий слон · g5 чорний пішак · a4 чорний пішак · b4 білий пішак · d4 білий пішак · e4 чорний пішак · c3 чорний слон · f3 чорний ферзь · a2 білий пішак · f2 білий ферзь · c1 біла тура · d1 білий слон | c8 білий король · d8 біла тура · f8 білий кінь · g8 чорний слон · f7 чорний король · d6 білий пішак · b5 чорний пішак · e5 білий слон · g5 чорний пішак · a4 чорний пішак · b4 білий пішак · d4 білий пішак · e4 чорний пішак · c3 чорний слон · f3 чорний ферзь · a2 білий пішак · f2 білий ферзь · c1 біла тура · d1 білий слон | c8 білий король · d8 біла тура · f8 білий кінь · g8 чорний слон · f7 чорний король · d6 білий пішак · b5 чорний пішак · e5 білий слон · g5 чорний пішак · a4 чорний пішак · b4 білий пішак · d4 білий пішак · e4 чорний пішак · c3 чорний слон · f3 чорний ферзь · a2 білий пішак · f2 білий ферзь · c1 біла тура · d1 білий слон | c8 білий король · d8 біла тура · f8 білий кінь · g8 чорний слон · f7 чорний король · d6 білий пішак · b5 чорний пішак · e5 білий слон · g5 чорний пішак · a4 чорний пішак · b4 білий пішак · d4 білий пішак · e4 чорний пішак · c3 чорний слон · f3 чорний ферзь · a2 білий пішак · f2 білий ферзь · c1 біла тура · d1 білий слон | 4 |
| 3 | c8 білий король · d8 біла тура · f8 білий кінь · g8 чорний слон · f7 чорний король · d6 білий пішак · b5 чорний пішак · e5 білий слон · g5 чорний пішак · a4 чорний пішак · b4 білий пішак · d4 білий пішак · e4 чорний пішак · c3 чорний слон · f3 чорний ферзь · a2 білий пішак · f2 білий ферзь · c1 біла тура · d1 білий слон | c8 білий король · d8 біла тура · f8 білий кінь · g8 чорний слон · f7 чорний король · d6 білий пішак · b5 чорний пішак · e5 білий слон · g5 чорний пішак · a4 чорний пішак · b4 білий пішак · d4 білий пішак · e4 чорний пішак · c3 чорний слон · f3 чорний ферзь · a2 білий пішак · f2 білий ферзь · c1 біла тура · d1 білий слон | c8 білий король · d8 біла тура · f8 білий кінь · g8 чорний слон · f7 чорний король · d6 білий пішак · b5 чорний пішак · e5 білий слон · g5 чорний пішак · a4 чорний пішак · b4 білий пішак · d4 білий пішак · e4 чорний пішак · c3 чорний слон · f3 чорний ферзь · a2 білий пішак · f2 білий ферзь · c1 біла тура · d1 білий слон | c8 білий король · d8 біла тура · f8 білий кінь · g8 чорний слон · f7 чорний король · d6 білий пішак · b5 чорний пішак · e5 білий слон · g5 чорний пішак · a4 чорний пішак · b4 білий пішак · d4 білий пішак · e4 чорний пішак · c3 чорний слон · f3 чорний ферзь · a2 білий пішак · f2 білий ферзь · c1 біла тура · d1 білий слон | c8 білий король · d8 біла тура · f8 білий кінь · g8 чорний слон · f7 чорний король · d6 білий пішак · b5 чорний пішак · e5 білий слон · g5 чорний пішак · a4 чорний пішак · b4 білий пішак · d4 білий пішак · e4 чорний пішак · c3 чорний слон · f3 чорний ферзь · a2 білий пішак · f2 білий ферзь · c1 біла тура · d1 білий слон | c8 білий король · d8 біла тура · f8 білий кінь · g8 чорний слон · f7 чорний король · d6 білий пішак · b5 чорний пішак · e5 білий слон · g5 чорний пішак · a4 чорний пішак · b4 білий пішак · d4 білий пішак · e4 чорний пішак · c3 чорний слон · f3 чорний ферзь · a2 білий пішак · f2 білий ферзь · c1 біла тура · d1 білий слон | c8 білий король · d8 біла тура · f8 білий кінь · g8 чорний слон · f7 чорний король · d6 білий пішак · b5 чорний пішак · e5 білий слон · g5 чорний пішак · a4 чорний пішак · b4 білий пішак · d4 білий пішак · e4 чорний пішак · c3 чорний слон · f3 чорний ферзь · a2 білий пішак · f2 білий ферзь · c1 біла тура · d1 білий слон | c8 білий король · d8 біла тура · f8 білий кінь · g8 чорний слон · f7 чорний король · d6 білий пішак · b5 чорний пішак · e5 білий слон · g5 чорний пішак · a4 чорний пішак · b4 білий пішак · d4 білий пішак · e4 чорний пішак · c3 чорний слон · f3 чорний ферзь · a2 білий пішак · f2 білий ферзь · c1 біла тура · d1 білий слон | 3 |
| 2 | c8 білий король · d8 біла тура · f8 білий кінь · g8 чорний слон · f7 чорний король · d6 білий пішак · b5 чорний пішак · e5 білий слон · g5 чорний пішак · a4 чорний пішак · b4 білий пішак · d4 білий пішак · e4 чорний пішак · c3 чорний слон · f3 чорний ферзь · a2 білий пішак · f2 білий ферзь · c1 біла тура · d1 білий слон | c8 білий король · d8 біла тура · f8 білий кінь · g8 чорний слон · f7 чорний король · d6 білий пішак · b5 чорний пішак · e5 білий слон · g5 чорний пішак · a4 чорний пішак · b4 білий пішак · d4 білий пішак · e4 чорний пішак · c3 чорний слон · f3 чорний ферзь · a2 білий пішак · f2 білий ферзь · c1 біла тура · d1 білий слон | c8 білий король · d8 біла тура · f8 білий кінь · g8 чорний слон · f7 чорний король · d6 білий пішак · b5 чорний пішак · e5 білий слон · g5 чорний пішак · a4 чорний пішак · b4 білий пішак · d4 білий пішак · e4 чорний пішак · c3 чорний слон · f3 чорний ферзь · a2 білий пішак · f2 білий ферзь · c1 біла тура · d1 білий слон | c8 білий король · d8 біла тура · f8 білий кінь · g8 чорний слон · f7 чорний король · d6 білий пішак · b5 чорний пішак · e5 білий слон · g5 чорний пішак · a4 чорний пішак · b4 білий пішак · d4 білий пішак · e4 чорний пішак · c3 чорний слон · f3 чорний ферзь · a2 білий пішак · f2 білий ферзь · c1 біла тура · d1 білий слон | c8 білий король · d8 біла тура · f8 білий кінь · g8 чорний слон · f7 чорний король · d6 білий пішак · b5 чорний пішак · e5 білий слон · g5 чорний пішак · a4 чорний пішак · b4 білий пішак · d4 білий пішак · e4 чорний пішак · c3 чорний слон · f3 чорний ферзь · a2 білий пішак · f2 білий ферзь · c1 біла тура · d1 білий слон | c8 білий король · d8 біла тура · f8 білий кінь · g8 чорний слон · f7 чорний король · d6 білий пішак · b5 чорний пішак · e5 білий слон · g5 чорний пішак · a4 чорний пішак · b4 білий пішак · d4 білий пішак · e4 чорний пішак · c3 чорний слон · f3 чорний ферзь · a2 білий пішак · f2 білий ферзь · c1 біла тура · d1 білий слон | c8 білий король · d8 біла тура · f8 білий кінь · g8 чорний слон · f7 чорний король · d6 білий пішак · b5 чорний пішак · e5 білий слон · g5 чорний пішак · a4 чорний пішак · b4 білий пішак · d4 білий пішак · e4 чорний пішак · c3 чорний слон · f3 чорний ферзь · a2 білий пішак · f2 білий ферзь · c1 біла тура · d1 білий слон | c8 білий король · d8 біла тура · f8 білий кінь · g8 чорний слон · f7 чорний король · d6 білий пішак · b5 чорний пішак · e5 білий слон · g5 чорний пішак · a4 чорний пішак · b4 білий пішак · d4 білий пішак · e4 чорний пішак · c3 чорний слон · f3 чорний ферзь · a2 білий пішак · f2 білий ферзь · c1 біла тура · d1 білий слон | 2 |
| 1 | c8 білий король · d8 біла тура · f8 білий кінь · g8 чорний слон · f7 чорний король · d6 білий пішак · b5 чорний пішак · e5 білий слон · g5 чорний пішак · a4 чорний пішак · b4 білий пішак · d4 білий пішак · e4 чорний пішак · c3 чорний слон · f3 чорний ферзь · a2 білий пішак · f2 білий ферзь · c1 біла тура · d1 білий слон | c8 білий король · d8 біла тура · f8 білий кінь · g8 чорний слон · f7 чорний король · d6 білий пішак · b5 чорний пішак · e5 білий слон · g5 чорний пішак · a4 чорний пішак · b4 білий пішак · d4 білий пішак · e4 чорний пішак · c3 чорний слон · f3 чорний ферзь · a2 білий пішак · f2 білий ферзь · c1 біла тура · d1 білий слон | c8 білий король · d8 біла тура · f8 білий кінь · g8 чорний слон · f7 чорний король · d6 білий пішак · b5 чорний пішак · e5 білий слон · g5 чорний пішак · a4 чорний пішак · b4 білий пішак · d4 білий пішак · e4 чорний пішак · c3 чорний слон · f3 чорний ферзь · a2 білий пішак · f2 білий ферзь · c1 біла тура · d1 білий слон | c8 білий король · d8 біла тура · f8 білий кінь · g8 чорний слон · f7 чорний король · d6 білий пішак · b5 чорний пішак · e5 білий слон · g5 чорний пішак · a4 чорний пішак · b4 білий пішак · d4 білий пішак · e4 чорний пішак · c3 чорний слон · f3 чорний ферзь · a2 білий пішак · f2 білий ферзь · c1 біла тура · d1 білий слон | c8 білий король · d8 біла тура · f8 білий кінь · g8 чорний слон · f7 чорний король · d6 білий пішак · b5 чорний пішак · e5 білий слон · g5 чорний пішак · a4 чорний пішак · b4 білий пішак · d4 білий пішак · e4 чорний пішак · c3 чорний слон · f3 чорний ферзь · a2 білий пішак · f2 білий ферзь · c1 біла тура · d1 білий слон | c8 білий король · d8 біла тура · f8 білий кінь · g8 чорний слон · f7 чорний король · d6 білий пішак · b5 чорний пішак · e5 білий слон · g5 чорний пішак · a4 чорний пішак · b4 білий пішак · d4 білий пішак · e4 чорний пішак · c3 чорний слон · f3 чорний ферзь · a2 білий пішак · f2 білий ферзь · c1 біла тура · d1 білий слон | c8 білий король · d8 біла тура · f8 білий кінь · g8 чорний слон · f7 чорний король · d6 білий пішак · b5 чорний пішак · e5 білий слон · g5 чорний пішак · a4 чорний пішак · b4 білий пішак · d4 білий пішак · e4 чорний пішак · c3 чорний слон · f3 чорний ферзь · a2 білий пішак · f2 білий ферзь · c1 біла тура · d1 білий слон | c8 білий король · d8 біла тура · f8 білий кінь · g8 чорний слон · f7 чорний король · d6 білий пішак · b5 чорний пішак · e5 білий слон · g5 чорний пішак · a4 чорний пішак · b4 білий пішак · d4 білий пішак · e4 чорний пішак · c3 чорний слон · f3 чорний ферзь · a2 білий пішак · f2 білий ферзь · c1 біла тура · d1 білий слон | 1 |
|   | a | b | c | d | e | f | g | h |   |

FEN: 2KR1Nb1/5k2/3P4/1p2B1p1/pP1Pp3/2b2q2/P4Q2/2RB4
1. a3! ~ 2. Qa2#
1. ... Qf5 2. Qxf5#
1. ... Qf6 2. Qxf6#
1. ... Bc~ 2. Rc7#
1. ... e3  2. Qxf3 #
- — - — - — -
1. ... Qxf2 2. Bh5#
Після вступного ходу білих чорні захищаються від загрози мату шляхом руху чорного ферзя по лінії своєї зв'язки. Зв'язаний чорний ферзь включається на лінію загрози і загроза не проходить, оскільки при спробі атакувати ферзем на поле «а2», чорний ферзь буде розв'язаний. Натомість білий ферзь матує, забираючи чорного ферзя. Пройшла тема анти-Гемеджа-2.
Додатково в наступних двох варіантах пройшла тема анти-Гемеджа-1.